# Lek-Heng Lim
Pour les articles homonymes, voir Lim.
Lek-Heng Lim est un mathématicien originaire de Singapour, qui traite de calcul numérique .

## Carrière
Lim étudie les mathématiques à partir de 1993, à l'Université nationale de Singapour, avec un baccalauréat en 1996, puis à l'Université Cornell, où il obtient son diplôme en 2000. En 2000/2001, il est Clare Hall Fellow à l'Université de Cambridge. En 2007, il obtient son doctorat à l'Université Stanford sous la direction de Gene H. Golub et Gunnar Carlsson. En 2007, il est professeur adjoint Charles B. Morrey à l'Université de Californie à Berkeley puis en 2010, professeur adjoint et en 2017, professeur agrégé à l'Université de Chicago.
Il s'intéresse à l'algèbre linéaire numérique, par exemple, les calculs matriciel et tensoriel. Avec K. Ye, il a développé l'algorithme le plus rapide pour la multiplication des matrices de Toeplitz et des matrices de Hankel. Dans le prolongement du travail de Volker Strassen, il a examiné le rôle du tenseur dans le calcul de la complexité de l'algèbre multilinéaire. Avec C. Hillar, il a prouvé que presque tous les problèmes de tenseurs sont NP-difficiles. Avec Vin de Silva, il a travaillé sur le problème de la meilleure approximation de faible rang pour des tenseurs d'ordre 3. Comme applications, il a examiné, entre autres l'analyse des images en imagerie par résonance magnétique de voies nerveuses dans le cerveau. Il applique les méthodes de la topologie, par exemple, sur la reconstruction tridimensionnelle des images en deux dimensions des projections en cryo-microscopie électronique.

## Prix et distinctions
En 2017, il a reçu le Prix James-Wilkinson et le Prix Stephen Smale de la Foundations of Computational Mathematics.
Il est en rédacteur en chef de Linear Algebra and its Applications et Linear and Multilinear Algebra.

## Publications (sélection)
- « Singular values and eigenvalues of tensors: a variational approach », Proceedings of IEEE Workshop on Computational Advances in Multi Adaptive Processing, vol. 1, 2005, pp 129-132, Arxiv
- avec P. Comon, G. Golub, B. Mourrain: « Symmetric tensors and symmetric tensor rank », SIAM Journal on Matrix Analysis and Applications, volume 30, 2008, pp 1254-1279, Arxiv
- avec V. De Silva: « Tenseur rank and the ill-posedness of the best low-rank approximation problem », SIAM Journal on Matrix Analysis and Applications, volume 30, 2008, pp 1084-1127, Arxiv
- avec Comon: « Multiarray Signal Processing: Tenseur decomposition meets compressed sensing », Arxiv 2010
- X. Jiang, Y. Yao, Y. Ye: « Statistical ranking and combinatorial Hodge theory », Mathematical Programming, Tome 127, 2011, S., 203-244
- avec C. J. Hillar: « Most tensor problems are NP-hard », Journal of the ACM, volume 60, 2013, P. 45, Arxiv
- « Tensors and hypermatrices », dans: Handbook of Linear Algebra, CRC Press, 2013, pp 231-260

## Liens
- Page à l'Univ Chicago